# مالون يموت
مالون يموت، رواية من تأليف صمويل بيكيت. نشرت الرواية لأول مرة عام 1951 باللغة الفرنسية بعنوان "Malone meurt" ثم ترجمها المؤلف لاحقاً للغة الإنجليزية.
مولون يموت، هي الرواية الثانية في ثلاثية بيكيت (التي بدأت برواية مولوي وانتهت برواية اللامسمى)؛ يمكن وصفها كمساحة بين الكمال والتفكك. شكلت هذه الرواية مع الروايتين الأخريين في الثلاثية أهم بدايات صمويل الكتابية، حيث أصبحت اللغة وأساسيات البناء في السرد غير التقليدي الفكرة المركزية في أعماله. لا يستشعر القارئ حبكة الرواية وتطور الشخصية أو حتى وضع الرواية، كما هو الحال في معظم كتاباته اللاحقة.
يمكن النظر إلى رواية «مالون يموت» على أنها نقطة التحول التي انعطفت كتابات بيكيت إلى منحنى جديد بدءاً منها.

## جزءًا من الثلاثية
كُتبت رواية مالون يموت فور انتهاء مولي، وانتهت في صيف عام 1948، وهي الرواية الثانية في «ثلاثية» بيكيت. مثلها مثل مولي، تعزز رواية مالون يموت مشروع بيكيت «لإفراغ الرواية من الأجسام المعتادة التي يمكن التعرف عليها -الحبكة، والموقف، والشخصيات- وأيضًا من أجل إبقاء القارئ مهتمًا ومنفعلًا». مع افتقارها كثيرًا إلى سير خط العلاقات أو دعابات الشخصيات في مولي، ففي رواية مالون يموت «لا يمكننا أن نتحقق من أيّ شيء غير أن مالون، أيًّا يكن، يموت في النهاية، والباقي كابوس». كما لاحظ غابرييل جوسيبوفيتشي، في حين أن مولي/موران يتأمل في الماضي لكتابة مذكرات، فإن مالون لن يكتب «إلا ما يحدث له. وإذا لزم الامر، فسوف يحكي بعض القصص لتمضية الوقت، لكن الحكايات لن تكون سوى جوانب من الحاضر». في الواقع، لا تُظهِر هواية مالون في بدء قصصه ثم مقاطعتها أو التخلي عنها قدرةَ العقل على صناعة الخيال فحسب، بل تكشف أيضًا عن «عجزه كأداة عن تحقيق الإنجاز». إن المأزق الذي يعيشه مالون في الفراش يعكس التقييد التقدمي للثلاثية لحرية التنقل والتحول من البحث الخارجي إلى البحث الداخلي، لا من أجل المعنى فقط، بل أيضًا من أجل «التخلي النهائي، والموت الذي يتجاوز توقف التنفس».

## ملخص الحبكة
مالون رجل عجوز يرقد عاريًا في السرير إما في الملجأ أو المستشفى؛ إنه غير متيقن أيًّا منهما. أُخذت منه أغلب أغراضه الشخصية، ولو أنه احتفظ ببعضها: كتاب التمارين خاصته، وقبعة مطرية بلا حافة، وقلم رصاص. يتناوب بين الكتابة حول وضعه الخاص والكتابة حول صبي يُدعى سابو. عندما يصل في القصة إلى النقطة التي يصبح فيها سابو رجلًا، يغير اسمَه إلى ماكمان، إذ يجد اسم سابو سخيفًا. بعد ذلك بقليل، يعترف مالون بقتل ستة رجال، لكن يبدو أنه لا يعتبره أمرًا كبيرًا، وخاصة الأخير: رجل غريب كُليًا قَطع رقبته بآلة حلاقة.
في النهاية، يقع ماكمان في الطين ويُؤخذ إلى مؤسسة تسمى القديس يوحنا الله. يُزوّد هناك بممرضة مرافقة: امرأة مسنة متهدلة الشفة تُدعى مول، لديها عظام متصالبة على كلتا أذنيها تُمثّلان اللصوص المصلوبين مع يسوع يوم الجمعة العظيمة، وصليب محفور على سنها يمثّل يسوع. في النهاية، يتعثر الاثنان في علاقة جنسية، ولكنها لا تعود بعد فترة من الوقت، ويعلم أنها ماتت.
الممرض الجديد هو رجل يُدعى لمويل، وهناك عداوة بين الاثنين. لدى ماكمان مشكلة مع عصا يستعملها ليطال الأشياء، ثم يأخذها لمويل بعيدًا.